# Kudyński Bór
Kudyński Bór (niem. Komthurwald) – osada leśna w Polsce położona w województwie warmińsko-mazurskim, w powiecie elbląskim, w gminie Pasłęk. Wieś wchodzi w skład sołectwa Zielonka Pasłęcka.
W latach 1975–1998 miejscowość administracyjnie należała do województwa elbląskiego.